# نويشتات إن زاكسن
نوياشتات اين زاكسن (بالألمانية: Neustadt in Sachsen) هي مدينة و بلدة ألمانية تقع في ألمانيا في سويسرا السكسونية-جبال الخام الشرقية ‏.

## المدن التوأمة
مدن غونتسبورغ، تيتيزيه-نويشتات، فايلهايم آن در تك، Meckenbeuren، Frittlingen و Kehlen هي مدن توأمة لـنوياشتات اين زاكسن.